# قوانین ازدواج با متجاوز
قانون ازدواج با متجاوز یا قانون ازدواج با تجاوزکار یا قانون تجاوز-ازدواج به قانونی در برخی کشورها اطلاق می‌شود که بر اساس آن، اگر مردی مرتکب تجاوز جنسی، آزار جنسی، تجاوز به کودکان یا آدم‌ربایی شود، در صورتی که با قربانی زن ازدواج کند یا در برخی کشورها پیشنهاد ازدواج بدهد، از پیگرد قانونی یا مجازات معاف می‌شود.
هرچند اصطلاحات «ازدواج با متجاوز» و امثال آن تنها از دههٔ ۲۰۱۰ رایج شدند، این گونه قوانین در تاریخ حقوقی برخی کشورها سابقه دارند و هنوز در برخی مناطق به اشکال گوناگون وجود دارند.
تا دههٔ ۱۹۷۰، چنین قوانینی در بسیاری از کشورهای جهان وجود داشت. از اواخر قرن بیستم، این قوانین به‌طور فزاینده‌ای مورد نقد قرار گرفته و در بسیاری کشورها لغو شده‌اند.
در برخی کشورها، قانون به دادگاه‌ها اجازه می‌دهد ازدواج افراد زیر سن قانونی را در صورت بارداری مجاز بشمارند، به‌ویژه اگر با رضایت والدین همراه باشد. این می‌تواند به یک تجاوزگر اجازه دهد از طریق ازدواج، از مجازات تجاوز به کودک بگریزد.

## پیش‌زمینه
اکثریت قاطع کشورهای جهان چنین قوانینی را ندارند. تا سال ۲۰۲۱، تنها در ۲۰ کشور این نوع قوانین وجود داشته است.
بسیاری از فعالان و سازمان‌های حقوق بشری بر این باورند که چنین قوانینی کرامت زنان را نقض می‌کند، آن‌ها را مانند کالایی بین خانواده‌ها رد و بدل می‌کند، و تجاوز را جرم جدی نمی‌دانند بلکه قربانی را مقصر جلوه می‌دهند.
کمیسر عالی حقوق بشر سازمان ملل، زید رعد الحسین، در سال ۲۰۱۷ گفت: «مجازات کردن قربانی تجاوز با مجبور کردن او به ازدواج با متجاوز — در جهان امروز، برای چنین قوانینی هیچ جایگاهی وجود ندارد.»
منتقدان می‌گویند این قوانین، تجاوز را بی‌مجازات می‌گذارند و قربانی را دوباره قربانی می‌کنند. این دیدگاه، در تضاد با آن دیدگاه فرهنگی است که ارزش اجتماعی زنان را در «ناموس خانواده»، «عفت جنسی» و «وضعیت تأهل» می‌بیند، و در مقابل مدافعان حقوق زنان بر «شادی فردی»، «آزادی» و «حق خودمختاری جنسی» تأکید دارند.
پورنا سن، مدیر سیاست‌گذاری سازمان زنان سازمان ملل (UN Women) می‌گوید که این قوانین برای «عادی‌سازی روابط جنسی غیرقانونی» طراحی شده‌اند و آن‌ها را در نگاه اجتماعی، «محترمانه» جلوه می‌دهند. او همچنین می‌گوید که کشورهایی که این قوانین را دارند، معمولاً جزء کشورهای توسعه‌نیافته و محافظه‌کار هستند.
مشکلات روانی از جمله اختلال استرس پس از سانحه (PTSD)، اضطراب، افسردگی و سندروم آسیب تجاوز در قربانیان شایع است.
مطالعه‌ای در تایوان نشان داد که قربانیان از افشای تجاوز خود می‌ترسند، احساس گناه می‌کنند که باعث «بی‌آبرویی» خانواده شده‌اند و خود را سرزنش کرده و دچار احساس شرم جنسی و تصویر منفی از زن بودن می‌شوند.

## تاریخچه

### دوران باستان
در بسیاری از فرهنگ‌های باستانی، ازدواج قربانی با متجاوز به‌عنوان «راه‌حل» مناسب در نظر گرفته می‌شد. بکارت زنان دارای ارزش اجتماعی زیادی بود و زنی که مورد تجاوز قرار گرفته بود، دیگر گزینه‌ای برای ازدواج نداشت. این قوانین متجاوز را ملزم به تأمین آینده قربانی می‌کردند.

#### قانون حمورابی و قوانین آشوری میانه
قانون حمورابی که در حدود ۱۷۵۰ پیش از میلاد نوشته شده بود، در بند ۱۵۶ وضعیتی را شرح می‌دهد که در آن، پدرِ مردی با نامزد پسرش رابطه جنسی برقرار می‌کند. اگرچه رضایت زن مشخص نیست، اما طبق قانون، زن می‌تواند میان پدر و پسر یکی را برای ازدواج انتخاب کند؛ لذا اینکه این قانون در مورد تجاوز است یا خیر، محل بحث است.
۱۵۶. اگر مردی برای پسرش زنی را خواستگاری کرده باشد، و پسر با او نزدیکی نکرده، ولی پدر خودش با آن زن همبستر شود، پدر باید نیم مینا نقره به زن بپردازد و جهیزیه‌ای که او از خانه پدری‌اش آورده بازگرداند، تا زن بتواند با مرد مورد نظر خود ازدواج کند.
قوانین آشوری میانه که بین ۱۴۵۰ تا ۱۲۵۰ پیش از میلاد تدوین شده‌اند، در بند ۵۵ مقرر می‌کنند که اگر مردی دختری باکره و مجرد را در خانه پدرش «با زور تصاحب و بی‌عفت» کند، پدر دختر می‌تواند همسر متجاوز را برای «انتقام» به‌عنوان همسر دیگر خود تصاحب کند. اگر متجاوز همسر نداشته باشد، پدر می‌تواند دخترش را به او بدهد، مشروط به اینکه «یک‌سوم اضافه به‌عنوان بهای باکرگی» پرداخت کند. همچنین، پدر می‌تواند دخترش را به مرد دیگری نیز بدهد.
۵۵. اگر مردی دختری باکره را که در خانه پدرش زندگی می‌کند و خواستگاری نشده، و هیچ‌کس حقی بر خانه پدرش ندارد، در هر مکانی—چه در شهر، چه در بیابان، چه در جشنواره—با زور تصاحب کند، پدر دختر می‌تواند همسر متجاوز را گرفته و تصاحب کند، و او را بازنگرداند. همچنین می‌تواند دختر خود را به متجاوز بدهد، به شرط آنکه یک‌سوم نقره را بپردازد؛ و اگر پدر نخواهد، می‌تواند دختر را به مرد دیگری بدهد و همان مبلغ را دریافت کند.

#### عهد عتیق
در تثنیه ۲۲:۲۸–۲۹ آمده است که اگر مردی با دختری باکره و نامزد نشده همبستر شود، باید ۵۰ شِکِل نقره به پدر دختر بدهد و با او ازدواج کند و هرگز او را طلاق ندهد:
"اگر مردی دختری باکره را که نامزد نشده است، یافته و او را تصاحب کند و با او همبستر شود و آن‌ها دیده شوند، آن مرد باید به پدر دختر پنجاه شِکل نقره بپردازد و باید با او ازدواج کند، چون او را بی‌حرمت کرده است؛ و تا پایان عمر نمی‌تواند او را طلاق دهد." (تثنیه ۲۲:۲۸–۲۹، ترجمه NASB)
در ترجمه‌های مدرن، افعال عبری مانند שָׁכַב (šākhab؛ «همبستر شدن») یا תָּפַשׂ (tāphaś؛ «تصاحب کردن») به‌صورت «تجاوز» ترجمه می‌شوند، در حالی که در ترجمه‌های قدیمی‌تر معادل «خوابیدن با» یا «گرفتن» آمده است. همچنین واژه עָנָה (ʿanah) که به‌معنای «تحقیر کردن» آمده، در اغلب ترجمه‌های جدید به‌معنای «بی‌حرمت کردن» یا «تجاوز» تلقی شده است.

### سده‌های میانه و اوایل دوران مدرن
در این دوران، «تجاوز» گاهی به معنی فرار عاشقانه بود؛ زن با رضایت خود ربوده می‌شد تا بدون اجازه والدین ازدواج کند.
شولحان عاروخ (۱۵۶۵) مقرر می‌داشت که پدر یا دختر می‌توانند خواستار ازدواج اجباری با مرد متجاوز شوند، مشروط به پرداخت جریمه نقدی و خسارت.

### سدهٔ ۱۹ میلادی
ماده ۳۵۷ قانون جزایی فرانسه در سال ۱۸۱۰ مقرر می‌داشت که اگر مردی دختری را ربوده و با او ازدواج کرده باشد، فقط در صورتی می‌توانست تحت پیگرد قرار گیرد که والدین دختر درخواست ابطال ازدواج را می‌دادند. این قانون با وجود عدم اشاره مستقیم به واژه «تجاوز»، به‌عنوان قانون «ازدواج با متجاوز» توصیف شده است و برخی معتقدند از طریق استعمار فرانسه به کشورهای خاورمیانه منتقل شده است.

### سدهٔ بیستم و بیست‌ویکم
در بسیاری از کشورهای خاورمیانه و شمال آفریقا، قوانین «ازدواج با متجاوز» پس از استقلال در میانهٔ سدهٔ بیستم از دوران‌های پیشین، اعم از سنت‌های محلی، قوانین امپراتوری عثمانی و استعمار فرانسه یا بریتانیا، به ارث رسیده بودند.
در این فرهنگ‌ها، زن «مالکیت» پدر تلقی می‌شد و تجاوز به او، باعث «خسارت» به خانواده بود؛ لذا متجاوز یا باید جبران می‌کرد یا با زن ازدواج می‌کرد. قربانیان معمولاً هیچ‌گونه اختیاری در این موضوع نداشتند.
در سال ۱۹۹۷، ۱۵ کشور آمریکای لاتین قوانین «ازدواج با متجاوز» داشتند که شامل آرژانتین، برزیل، شیلی، کلمبیا، اکوادور، پرو، گواتمالا، نیکاراگوئه، هندوراس، پاناما، ونزوئلا، دومینیکن، پاراگوئه، کاستاریکا و اروگوئه می‌شد.
قانون پرو در سال ۱۹۹۱ اصلاح شد تا حتی در موارد تجاوز گروهی نیز، اگر یکی از متجاوزان با قربانی ازدواج می‌کرد، بقیه نیز معاف می‌شدند. اما تا سال ۲۰۱۷، همهٔ این کشورها به جز چهار کشور این قوانین را لغو کرده‌اند.
در گزارش بانک جهانی در سال ۲۰۱۷، ۱۲ کشور دارای این قانون بودند: آنگولا، بحرین، گینه استوایی، اریتره، عراق، اردن (لغو شد در اوت ۲۰۱۷)، لبنان (لغو شد در ژوئیه ۲۰۱۷)، لیبی، فلسطین، فیلیپین، سوریه و تونس (لغو شد در ژوئیه ۲۰۱۷).
همچنین خبرگزاری رویترز در همان سال، الجزایر، کویت و تاجیکستان را نیز به این فهرست افزود.

#### ادامهٔ اعمال غیرقانونی
حتی در کشورهایی که این قوانین لغو شده‌اند یا اصلاً وجود نداشته‌اند، همچنان فشارهای اجتماعی یا خانوادگی قربانی را به ازدواج با متجاوز وادار می‌کند. برای نمونه:
- در اتیوپی، با وجود غیرقانونی بودن ازدواج با ربایش طبق قانون جزای ۲۰۰۴، این عمل رایج است.[۲۷]
- در افغانستان، گرچه قانون رسمی وجود ندارد، اما در عمل بسیاری از پرونده‌ها اگر متجاوز یا خانواده‌اش پیشنهاد ازدواج دهند، بسته می‌شود.[۲۸]
- در سومالی‌لند نیز، بدون وجود قانونی رسمی، خانواده‌ها غالباً قربانی را مجبور به ازدواج با متجاوز می‌کنند.[۲۹]

## کمپین‌ها برای لغو قوانین

نقشه قوانین «ازدواج با متجاوز» پس از ۱۹۸۰

سازمان‌هایی همچون دیده‌بان حقوق بشر و کمیساریای عالی حقوق بشر سازمان ملل متحد به‌شدت از این قوانین انتقاد کرده‌اند.
در چندین کشور، تلاش‌های فعالان منجر به لغو موفقیت‌آمیز این قوانین شده است، گرچه مخالفت با این قوانین نسبت به جنبش‌های گسترده‌تر مانند جرم‌انگاری تجاوز زناشویی محدودتر بوده است.

### اردن
ماده ۳۰۸ قانون مجازات اردن به متجاوز اجازه می‌داد در صورت ازدواج با قربانی، از پیگرد قانونی و مجازات فرار کند. اگر ازدواج کمتر از سه سال دوام می‌یافت، مرتکب باید محکوم می‌شد. طبق آمار بین سال‌های ۲۰۱۰ تا ۲۰۱۳، ۱۵۹ متجاوز با استفاده از این ماده از مجازات رهایی یافتند.
در سال ۲۰۱۶، اصلاحاتی صورت گرفت که در موارد تجاوز خشن، بخشش کامل را منع می‌کرد، اما همچنان تبصره‌ای برای ازدواج با دختران ۱۵ تا ۱۸ ساله وجود داشت، مشروط بر این‌که رابطه «رضایت‌آمیز» تشخیص داده می‌شد.
در ابتدای سال ۲۰۱۷، کمیته سلطنتی توسعه نظام قضایی پیشنهاد حذف این استثنا را ارائه کرد.
در ۱ اوت ۲۰۱۷، مجلس نمایندگان اردن با رأی تاریخی، ماده ۳۰۸ را لغو کرد. پس از آن، سنا نیز مصوبه را تصویب کرد و عبدالله دوم، پادشاه اردن، آن را تأیید کرد.
ریشه‌های این قانون نه در اسلام، بلکه در قوانین مستعمراتی دیده می‌شود. ماده ۳۰۸ از قانون مجازات عثمانی اقتباس شده بود، که خود برگرفته از قوانین فرانسه بود (فرانسه قانون مشابه را تا سال ۱۹۹۴ حفظ کرده بود).

### لبنان
مادهٔ ۵۲۲ قانون مجازات لبنان که در دههٔ ۱۹۴۰ به تصویب رسیده بود، تجاوز را جرمی قابل مجازات می‌دانست که مجازات آن تا ۷ سال حبس می‌رسید. با این حال، اگر متجاوز با قربانی ازدواج می‌کرد و این ازدواج حداقل سه سال ادامه می‌یافت، پیگرد کیفری لغو می‌شد.
در سال‌های ۲۰۱۶ و ۲۰۱۷، کمپین گسترده‌ای از سوی فعالان حقوق زنان علیه این ماده به راه افتاد که سرانجام در ۱۶ اوت ۲۰۱۷ منجر به لغو ماده ۵۲۲ توسط پارلمان شد.
با وجود لغو ماده ۵۲۲، منتقدان اشاره کردند که دو مادهٔ دیگر در قانون، یعنی ماده‌های ۵۰۵ و ۵۱۸ همچنان خلأهایی در حمایت از کودکان و نوجوانان دارند:
- ماده ۵۰۵ مربوط به رابطهٔ جنسی با فرد صغیر (زیر سن قانونی)
- ماده ۵۱۸ مربوط به «فریب با وعدهٔ ازدواج»

فعالان خواستار اصلاح این مواد نیز شدند تا از تکرار بهره‌کشی از قربانیان کودک جلوگیری شود.

### تونس
در ژوئیه ۲۰۱۷، پارلمان تونس مادهٔ ۲۲۷ قانون کیفری را لغو کرد؛ ماده‌ای که متجاوز را در صورت ازدواج با قربانی، از پیگرد و مجازات معاف می‌کرد.
لغو این ماده بخشی از یک قانون جامع برای مقابله با خشونت علیه زنان بود. بر اساس پژوهشی که در سال ۲۰۱۰ توسط دفتر ملی جمعیت و خانواده انجام شد، ۴۷٪ از زنان تونسی قربانی خشونت بوده‌اند.
این قانون همچنین تجاوز زناشویی را نیز جرم‌انگاری کرد و در نوع خود گامی پیشرو در منطقه تلقی شد.
زمینهٔ تاریخی
در دوران زین‌العابدین بن علی، حقوق زنان چندان مورد توجه نبود. مشارکت زنان در نیروی کار تنها ۲۰٪ بود و بیشتر در مشاغل ناپایدار و کم‌درآمد متمرکز بودند. زنان روستایی نیز با محرومیت‌های شدید مواجه بودند.
با این حال، انقلاب تونس در سال ۲۰۱۱ فرصتی برای اصلاحات ساختاری در زمینهٔ حقوق زنان فراهم کرد. تونس از اولین کشورهای عربی بود که حقوقی مانند حق رأی زنان، سقط جنین، طلاق و ممنوعیت چندهمسری را به رسمیت شناخت.

### مراکش
مادهٔ ۴۷۵ قانون جزایی مراکش مجازات ربایش یا فریب دختران خردسال را بین ۱ تا ۵ سال زندان تعیین کرده بود. اما در تبصره‌ای ذکر شده بود که اگر متهم با قربانی ازدواج کند، تعقیب کیفری متوقف می‌شود.
در سال ۲۰۱۲، خودکشی دختر ۱۶ ساله‌ای به نام آمنه فلالی که به ازدواج با متجاوزش مجبور شده بود، موجی از اعتراضات عمومی به راه انداخت.
در پی فشار فعالان حقوق زنان و جامعه مدنی، پارلمان در ژانویه ۲۰۱۴ ماده ۴۷۵ را لغو کرد.
قانون جدید با قانون اساسی ۲۰۱۱ این کشور هم‌راستا شد.

### عراق
مادهٔ ۴۲۷ قانون جزای عراق (مصوب ۱۹۶۹) مقرر می‌داشت که اگر متهم با قربانی تجاوز ازدواج کند، پیگرد قانونی متوقف می‌شود.
در سال ۲۰۱۷، با لغو این‌گونه قوانین در لبنان، اردن و تونس، فعالان حقوق زنان در عراق نیز خواستار لغو مادهٔ ۴۲۷ شدند. این موضوع به یکی از مباحث مطرح در کارزار انتخاباتی انتخابات پارلمانی عراق (۲۰۱۸) تبدیل شد.

### فلسطین
پس از الحاق کرانه باختری به اردن در سال ۱۹۵۰، قانون کیفری اردنی مصوب ۱۹۶۰ از جمله ماده ۳۰۸ (مشابه قانون ازدواج با متجاوز) در این منطقه به اجرا درآمد. همچنین، نوار غزه از قانون کیفری مصر پیروی می‌کرد که تا سال ۱۹۹۹ ماده مشابهی در آن وجود داشت.
در عمل، این قانون موجب تعطیلی پیگرد در موارد متعدد شد. به گفته اخلاص صوفان، مدیر یکی از پناهگاه‌های قربانیان خشونت در نابلس، تنها بین سال‌های ۲۰۱۱ تا ۲۰۱۷ در ۶۰ مورد، پرونده تجاوز پس از ازدواج متهم با قربانی مختومه شد. در ۱۵ مورد، قربانیان پس از ازدواج طلاق گرفتند.
در نتیجهٔ کارزار فعالان، محمود عباس، رئیس تشکیلات خودگردان فلسطین، در ۱۴ مارس ۲۰۱۸ قانون شماره ۵ سال ۲۰۱۸ را امضا کرد که مادهٔ ۳۰۸ قانون ۱۹۶۰ را در کرانه باختری لغو می‌کرد. با این حال، از آنجا که حماس کنترل نوار غزه را در اختیار دارد، قانون قدیمی مصر همچنان در آن منطقه اجرا می‌شود.

### سومالی‌لند
در سومالی‌لند، منطقه‌ای که در سال ۱۹۹۱ اعلام استقلال کرد اما به‌طور رسمی هنوز بخشی از سومالی محسوب می‌شود، قانونی که به‌صراحت به متجاوز اجازه ازدواج برای فرار از مجازات دهد وجود نداشت، اما در عمل چنین مواردی رایج بود.
بر اساس سنت‌های بومی و شیوهٔ قضایی قبیله‌ای موسوم به خون‌بها (دیَه)، خانوادهٔ متجاوز برای «جبران» به خانوادهٔ قربانی پیشنهاد ازدواج می‌دادند.
در ژانویه ۲۰۱۸، سومالی‌لند قانونی جدید برای جرم‌انگاری تمام اشکال خشونت جنسی وضع کرد که شامل ممنوعیت ازدواج قربانی با متجاوز نیز بود. این قانون در مجلس به تصویب رسید و موسی بیهی عبدی، رئیس‌جمهور سومالی‌لند، هدف آن را پایان دادن به تجاوز و خشونت علیه زنان اعلام کرد.

### ایتالیا
ماده ۵۴۴ قانون جزای ایتالیا تا سال ۱۹۸۱ به متجاوز اجازه می‌داد در صورت ازدواج با قربانی از مجازات معاف شود. این قانون ریشه در قانون فاشیستی ۱۹۳۰ داشت که تجاوز را نه «جنایتی علیه شخص»، بلکه «جنایتی علیه اخلاق عمومی» تلقی می‌کرد.
لغو این قانون عمدتاً به پروندهٔ مشهور فیلیتا بوردونی در سال ۱۹۶۵ برمی‌گردد که متجاوز او پس از ازدواج با وی از زندان آزاد شد. سال‌ها بعد، جنبش‌های فمینیستی ایتالیایی این قانون را «ننگین» خواندند و خواستار لغو آن شدند.
در نهایت، پارلمان ایتالیا در سال ۱۹۸۱ این ماده را رسماً لغو کرد.

### پرو
تا سال ۱۹۹۱، قانون جزای پرو مقرر می‌داشت که اگر متهم با قربانی ازدواج کند، پرونده تجاوز مختومه می‌شود. حتی اگر چند نفر در تجاوز دخیل باشند، ازدواج یکی از آن‌ها با قربانی، بقیه را نیز از مجازات معاف می‌کرد.
در پی فشارهای گستردهٔ محلی و بین‌المللی، این ماده در همان سال لغو شد.

### مصر
قانون جزای مصر تا سال ۱۹۹۹ به متجاوز اجازه می‌داد از پیگرد قانونی با ازدواج با قربانی فرار کند. این ماده پس از فشارهای اجتماعی و تغییر نگرش عمومی در اواخر دههٔ ۱۹۹۰ لغو شد، اما همچنان چالش‌هایی در اجرای قوانین حمایت از قربانیان وجود دارد.

### سوریه
مادهٔ ۵۰۸ قانون جزای سوریه به متجاوز اجازه می‌داد با ازدواج از مجازات فرار کند. این ماده یکی از قدیمی‌ترین قوانین «ازدواج با متجاوز» در منطقه بود و انتقادات شدیدی از سوی فعالان حقوق زنان سوریه و بین‌المللی به آن وارد شده بود.
در مارس ۲۰۲۰، پارلمان سوریه در اقدامی ناگهانی و بدون اعلام قبلی، مادهٔ ۵۰۸ را لغو کرد.

### مالزی
تا سال ۲۰۱۷، قانون جزای مالزی اجازه می‌داد متجاوزانی که با قربانی ازدواج می‌کردند، تحت مادهٔ ۳۷۵ استثنا شوند. این موضوع خصوصاً در ایالت‌های دارای قوانین شریعت مانند کلانتان و ترنگانو قابل اجرا بود.
در سال ۲۰۱۷، پس از انتشار چندین پرونده جنجالی از ازدواج دختران خردسال با متجاوزان، کمپینی ملی برای لغو این قانون شکل گرفت. در پی آن، دولت فدرال اعلام کرد که دیگر چنین ازدواج‌هایی مجاز نخواهد بود، اگرچه اصلاح قانونی رسمی هنوز کامل نشده است.